# Wolfgang Held (Kameramann)
Wolfgang Held (* 30. März 1963 in Bad Godesberg) ist ein deutsch-amerikanischer Kameramann und Filmproduzent.

## Leben
Er wuchs in Bad-Godesberg als drittes Kind eines Gymnasiallehrers auf. Nach einem Studium u. a. amerikanischer Literatur in Deutschland studierte er Filmwissenschaften am Department of Film and Media Arts der Temple University in Philadelphia (USA).
Seit Beginn der 1990er-Jahre lebt er in New York City, zeitweise auch in Santa Barbara. Er war an zahlreichen Spielfilmen, Kurzfilmen und Dokumentarfilmen beteiligt. Sein diesbezüglich Schaffen umfasst mehr als 100 Produktionen. Nebenbei arbeitet er auch als Filmproduzent.
Er ist verheiratet mit der Regisseurin und Drehbuchautorin Pola Rapaport.

## Filmografie (Auswahl)
Spielfilme
- 1996: Ripe (Buch und Regie: Mo Ogrodnik)
- 1998: Floating (Regie: William Roth)
- 1999: The Tic Code (Regie: Gary Winick)
- 2002: Maze (Regie: Rob Morrow)
- 2006: Disappearances (Regie: Jay Craven)
- 2007: Teeth – Wer zuletzt beißt, beißt am besten (Regie: Mitchell Lichtenstein)
- 2009: Brüno (als Co-DP, Regie: Larry Charles)

Dokumentarfilme
- 1992: Broken Meat (Buch und Regie: Pola Rapaport)
- 1994: Criminal (auch als Co-Autor und Co-Produzent, Regie: David Jacobson)
- 1996: Blind Light (Buch und Regie: Pola Rapaport)
- 1998: Wigstock The Movie (Regie: Barry Shils)
- 2001: Children Underground (Regie: Edet Belzberg)
- 2002: Family Secret (Buch und Regie: Pola Rapaport)
- 2004: Metallica: Some Kind of Monster (Regie: Joe Berlinger und Bruce Sinofsky)
- 2005: Writer of O (Buch und Regie: Pola Rapaport)
- 2005: Mad Hot Ballroom (Regie: Marilyn Agrelo Co-DP)
- 2007: Crazy Love (Regie: Dan Klores)
- 2007: Hair: Let the Sunshine In (als Koproduzent, Buch und Regie: Pola Rapaport)
- 2008: American Teen (Regie: Nanette Burstein)
- 2008: Carrier (Regie: Deborah Dickson, Fernsehserie bei PBS)
- 2009: Racing Dreams (Regie: Marshall Curry)

Kurzfilme
- 2019: Das Fenster gegenüber (The Neighbors’ Window, Buch und Regie: Marshall Curry)

## Auszeichnungen
- Beste Kinematographie für Broken Meat bei den Internationalen Kurzfilmtage Oberhausen 1992
- Beste Kinematographie für Floating beim New England Film Festival 1998
- Nominierung zum Academy Award für Children underground als den besten Dokumentarfilm 2001
- Beste Kinematographie für Disappearances beim International Indianapolis Film Festival 2007
- Emmy Beste Kinematographie für Carrier 2008